# Epilog (film fra 1998)
 For alternative betydninger, se Epilog (flertydig). (Se også artikler, som begynder med Epilog)
Epilog er en dansk kortfilm fra 1998 instrueret af Tau Ulv Lenskjold.

## Handling
En uhyggelig sci-fi om mandens "sidste tanke", da den menneskelige tanke forsvinder fra ham et sted i intethedens elektroniske efterverden. Han forsøger en sidste gang at forstå de hændelser, der har opløst verden. I et mareridtsagtigt flashback gennemlever han, hvordan intethedens blå genfærd trænger ind i hjertet af hans tilværelse og med en ubønhørlig knitren begynder at opsluge menneskene omkring ham.